# Grand Prix automobile de Turquie 2010
GP précédent GP suivant
Le Grand Prix automobile de Turquie 2010 (2010 Formula 1 Turkish Grand Prix), disputé sur le circuit d'Istanbul Park le 30 mai 2010, est la sixième édition du Grand Prix, la 827e épreuve du championnat du monde de Formule 1 courue depuis 1950 et la septième manche du championnat 2010.

## Essais libres

### Vendredi matin
| Pos. | Pilote             | Voiture          | Chrono         | Écart     |
| ---- | ------------------ | ---------------- | -------------- | --------- |
| 1    | Lewis Hamilton     | McLaren-Mercedes | 1 min 28 s 653 |           |
| 2    | Jenson Button      | McLaren-Mercedes | 1 min 29 s 615 | + 0 s 962 |
| 3    | Michael Schumacher | Mercedes         | 1 min 29 s 750 | + 1 s 097 |
| 4    | Nico Rosberg       | Mercedes         | 1 min 29 s 855 | + 1 s 202 |
| 5    | Sebastian Vettel   | Red Bull-Renault | 1 min 29 s 867 | + 1 s 214 |
| 6    | Robert Kubica      | Renault          | 1 min 30 s 061 | + 1 s 408 |

- Note : Sakon Yamamoto, pilote essayeur chez HRT, a remplacé Bruno Senna lors de cette séance d'essais.

### Vendredi après-midi
| Pos. | Pilote           | Voiture          | Chrono         | Écart     |
| ---- | ---------------- | ---------------- | -------------- | --------- |
| 1    | Jenson Button    | McLaren-Mercedes | 1 min 28 s 280 |           |
| 2    | Mark Webber      | Red Bull-Renault | 1 min 28 s 378 | + 0 s 098 |
| 3    | Sebastian Vettel | Red Bull-Renault | 1 min 28 s 590 | + 0 s 310 |
| 4    | Lewis Hamilton   | McLaren-Mercedes | 1 min 28 s 672 | + 0 s 392 |
| 5    | Fernando Alonso  | Ferrari          | 1 min 28 s 725 | + 0 s 445 |
| 6    | Nico Rosberg     | Mercedes         | 1 min 28 s 914 | + 0 s 634 |

### Samedi matin
| Pos. | Pilote           | Voiture          | Chrono         | Écart     |
| ---- | ---------------- | ---------------- | -------------- | --------- |
| 1    | Sebastian Vettel | Red Bull-Renault | 1 min 27 s 086 |           |
| 2    | Nico Rosberg     | Mercedes         | 1 min 27 s 359 | + 0 s 273 |
| 3    | Lewis Hamilton   | McLaren-Mercedes | 1 min 27 s 396 | + 0 s 310 |
| 4    | Mark Webber      | Red Bull-Renault | 1 min 27 s 553 | + 0 s 467 |
| 5    | Robert Kubica    | Renault          | 1 min 27 s 784 | + 0 s 698 |
| 6    | Fernando Alonso  | Ferrari          | 1 min 27 s 861 | + 0 s 775 |

## Grille de départ

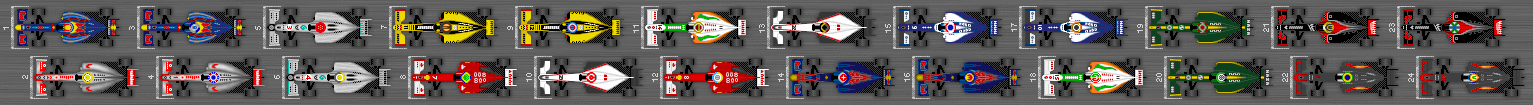
La grille de qualification du Grand Prix.

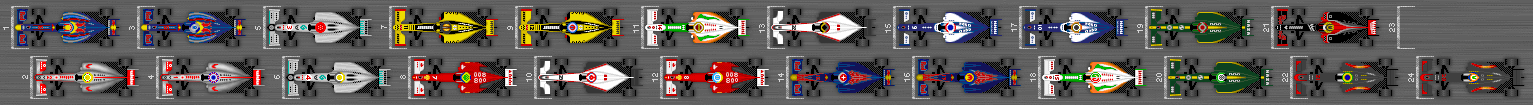
La grille de départ du Grand Prix.

| Pos. | Pilote             | Écurie               | Qualifications 1 | Qualifications 2 | Qualifications 3 |
| ---- | ------------------ | -------------------- | ---------------- | ---------------- | ---------------- |
| 1    | Mark Webber        | Red Bull-Renault     | 1 min 27 s 500   | 1 min 26 s 818   | 1 min 26 s 295   |
| 2    | Lewis Hamilton     | McLaren-Mercedes     | 1 min 27 s 667   | 1 min 27 s 013   | 1 min 26 s 433   |
| 3    | Sebastian Vettel   | Red Bull-Renault     | 1 min 27 s 067   | 1 min 26 s 729   | 1 min 26 s 760   |
| 4    | Jenson Button      | McLaren-Mercedes     | 1 min 27 s 555   | 1 min 27 s 277   | 1 min 26 s 781   |
| 5    | Michael Schumacher | Mercedes             | 1 min 27 s 756   | 1 min 27 s 438   | 1 min 26 s 857   |
| 6    | Nico Rosberg       | Mercedes             | 1 min 27 s 649   | 1 min 27 s 141   | 1 min 26 s 952   |
| 7    | Robert Kubica      | Renault              | 1 min 27 s 766   | 1 min 27 s 426   | 1 min 27 s 039   |
| 8    | Felipe Massa       | Ferrari              | 1 min 27 s 993   | 1 min 27 s 200   | 1 min 27 s 082   |
| 9    | Vitaly Petrov      | Renault              | 1 min 27 s 620   | 1 min 27 s 387   | 1 min 27 s 430   |
| 10   | Kamui Kobayashi    | BMW Sauber-Ferrari   | 1 min 28 s 158   | 1 min 27 s 434   | 1 min 28 s 122   |
| 11   | Adrian Sutil       | Force India-Mercedes | 1 min 27 s 951   | 1 min 27 s 525   |                  |
| 12   | Fernando Alonso    | Ferrari              | 1 min 27 s 857   | 1 min 27 s 612   |                  |
| 13   | Pedro de la Rosa   | BMW Sauber-Ferrari   | 1 min 28 s 147   | 1 min 27 s 879   |                  |
| 14   | Sébastien Buemi    | Toro Rosso-Ferrari   | 1 min 28 s 534   | 1 min 28 s 273   |                  |
| 15   | Rubens Barrichello | Williams-Cosworth    | 1 min 28 s 336   | 1 min 28 s 392   |                  |
| 16   | Jaime Alguersuari  | Toro Rosso-Ferrari   | 1 min 28 s 460   | 1 min 28 s 540   |                  |
| 17   | Nico Hülkenberg    | Williams-Cosworth    | 1 min 28 s 227   | 1 min 28 s 841   |                  |
| 18   | Vitantonio Liuzzi  | Force India-Mercedes | 1 min 28 s 958   |                  |                  |
| 19   | Jarno Trulli       | Lotus-Cosworth       | 1 min 30 s 237   |                  |                  |
| 20   | Heikki Kovalainen  | Lotus-Cosworth       | 1 min 30 s 519   |                  |                  |
| 21   | Timo Glock         | Virgin-Cosworth      | 1 min 30 s 744   |                  |                  |
| 22   | Bruno Senna        | HRT-Cosworth         | 1 min 31 s 266   |                  |                  |
| 23   | Lucas Di Grassi    | Virgin-Cosworth      | 1 min 31 s 989   |                  |                  |
| 24   | Karun Chandhok     | HRT-Cosworth         | 1 min 32 s 060   |                  |                  |

## Course

### Déroulement de l'épreuve
Au moment du départ du Grand Prix, la température est de 28 °C dans l’air et 48 °C sur la piste. 23 pilotes sont présents sur la grille puisque Lucas di Grassi partira de la voie des stands avec un moteur neuf. À l’extinction des feux, Mark Webber, en pole position, et son coéquipier Sebastian Vettel, troisième, profitent du côté propre de la piste pour prendre la tête. Lewis Hamilton reprend rapidement l’avantage sur Vettel après quelques centaines de mètres. Michael Schumacher prend également un très bon départ et est quatrième après le premier virage mais Button le repasse au bout de la ligne droite à la fin du circuit et, au premier passage, les douze premiers sont Webber, Hamilton, Vettel, Jenson Button, Michael Schumacher, Nico Rosberg, Robert Kubica, Felipe Massa, Vitaly Petrov, Kamui Kobayashi, Adrian Sutil et Fernando Alonso. Nico Hülkenberg et Sébastien Buemi se sont légèrement touchés dans ce tour et doivent passer par leur stand chausser de nouvelles gommes, Buemi ayant son pneu arrière gauche en lambeaux.
En tête de course, Webber est suivi comme son ombre par Hamilton qui signe à plusieurs reprises le meilleur tour en course et le duo creuse l’écart sur Vettel, repoussé à deux secondes. Kobayashi et Rubens Barrichello entrent les premiers changer de pneus au 10e tour, Alonso s’arrête au tour suivant, puis au douzième tour Petrov, Sutil et de la Rosa l’imitent. Kubica, Massa et Liuzzi s’arrêtent au treizième tour, Vettel, Schumacher et Jaime Alguersuari au quatorzième, Webber, Hamilton et Rosberg au quinzième et enfin Button au dix-septième. Vettel réalise la meilleure opération après les arrêts aux stands en prenant la deuxième place à Hamilton. Le classement au dix-huitième tour est donc Webber en tête devant Vettel à 1 s, Hamilton à 1 s 4, Button à 2 s, Schumacher à 18 s, Rosberg à 19 s, Kubica à 20 s, Massa à 22 s, Petrov à 23 s et Alonso à 25 s. 
Au vingtième tour, les équipes informent les pilotes d’un risque de pluie. Au 29e tour, les Red Bull mènent toujours la course devant les McLaren et, à 30 secondes du leader, Schumacher devance Rosberg, Kubica, Massa, Petrov, Alonso et Kobayashi. Au 34e tour, Jarno Trulli abandonne sa monoplace sur le bas-côté de la piste alors que son équipier Heikki Kovalainen rentre au stand pour abandonner également. Dans les deux cas, l’hydraulique est la cause de l’abandon. Au 37e tour, Webber mène toujours avec moins d'une seconde d‘avance sur Vettel, Hamilton à 1 s, Button à 2 s, Schumacher à 37 s, Rosberg et Kubica à 40 s, Massa à 41 s, Petrov et Alonso à 43 s.
Au 39e tour, Vettel attaque Webber et, alors qu’il a pris l’avantage, se rabat sur son coéquipier, ce qui provoque une double sortie de piste. Vettel abandonne alors que Webber rejoint son stand et reprend la piste en troisième position devant Schumacher, Rosberg, Kubica, Massa, Petrov, Alonso et Kobayashi. Lewis Hamilton est désormais en tête de la course devant son équipier Button. 
La pluie, très légère, fait enfin son apparition au 45e tour, mais les pilotes conservent tous leurs pneus. Profitant de l'averse, Button attaque Hamilton à la fin du 47e tour et le passe, mais Hamilton reprend l'avantage dès le premier virage du tour suivant. Il ne reste plus que quatre tours lorsqu’Alonso attaque Petrov pour le gain de la 8e place : ils se touchent légèrement et Petrov crève à l’avant-droit. Après un passage par son stand, Petrov ne reprend la piste qu’en quinzième position.
Le classement n'évolue plus et Lewis Hamilton signe sa première victoire de sa saison devant Button, Webber, Schumacher, Rosberg, Kubica, Massa, Alonso, Sutil et Kobayashi qui inscrit son premier point de la saison.

### Classement de la course
| Pos. | no | Pilote             | Écurie               | Tours | Temps/Abandon                      | Grille | Points |
| ---- | -- | ------------------ | -------------------- | ----- | ---------------------------------- | ------ | ------ |
| 1    | 2  | Lewis Hamilton     | McLaren-Mercedes     | 58    | 1 h 28 min 47 s 620 (209,066 km/h) | 2      | 25     |
| 2    | 1  | Jenson Button      | McLaren-Mercedes     | 58    | + 2 s 645                          | 4      | 18     |
| 3    | 6  | Mark Webber        | Red Bull-Renault     | 58    | + 24 s 285                         | 1      | 15     |
| 4    | 3  | Michael Schumacher | Mercedes             | 58    | + 31 s 110                         | 5      | 12     |
| 5    | 4  | Nico Rosberg       | Mercedes             | 58    | + 32 s 266                         | 6      | 10     |
| 6    | 11 | Robert Kubica      | Renault              | 58    | + 32 s 824                         | 7      | 8      |
| 7    | 7  | Felipe Massa       | Ferrari              | 58    | + 36 s 635                         | 8      | 6      |
| 8    | 8  | Fernando Alonso    | Ferrari              | 58    | + 46 s 544                         | 12     | 4      |
| 9    | 14 | Adrian Sutil       | Force India-Mercedes | 58    | + 49 s 029                         | 11     | 2      |
| 10   | 23 | Kamui Kobayashi    | BMW Sauber-Ferrari   | 58    | + 1 min 05 s 650                   | 10     | 1      |
| 11   | 22 | Pedro de la Rosa   | BMW Sauber-Ferrari   | 58    | + 1 min 05 s 944                   | 13     |        |
| 12   | 17 | Jaime Alguersuari  | Toro Rosso-Ferrari   | 58    | + 1 min 07 s 800                   | 16     |        |
| 13   | 15 | Vitantonio Liuzzi  | Force India-Mercedes | 57    | + 1 tour                           | 18     |        |
| 14   | 9  | Rubens Barrichello | Williams-Cosworth    | 57    | + 1 tour                           | 15     |        |
| 15   | 12 | Vitaly Petrov      | Renault              | 57    | + 1 tour                           | 9      |        |
| 16   | 16 | Sébastien Buemi    | Toro Rosso-Ferrari   | 57    | + 1 tour                           | 14     |        |
| 17   | 10 | Nico Hülkenberg    | Williams-Cosworth    | 57    | + 1 tour                           | 17     |        |
| 18   | 24 | Timo Glock         | Virgin-Cosworth      | 55    | + 3 tours                          | 21     |        |
| 19   | 25 | Lucas di Grassi    | Virgin-Cosworth      | 55    | + 3 tours                          | 24     |        |
| 20   | 20 | Karun Chandhok     | HRT-Cosworth         | 52    | Pompe à essence                    | 23     |        |
| Abd. | 21 | Bruno Senna        | HRT-Cosworth         | 46    | Pression d'essence                 | 22     |        |
| Abd. | 5  | Sebastian Vettel   | Red Bull-Renault     | 39    | Collision                          | 3      |        |
| Abd. | 19 | Heikki Kovalainen  | Lotus-Cosworth       | 33    | Hydraulique                        | 20     |        |
| Abd. | 18 | Jarno Trulli       | Lotus-Cosworth       | 32    | Hydraulique                        | 19     |        |

### Pole position et record du tour
- Pole position :  Mark Webber (Red Bull-Renault) en 1 min 26 s 295 (222,687 km/h).
- Meilleur tour en course :  Vitaly Petrov (Renault F1 Team) en 1 min 29 s 165 (215,520 km/h) au cinquante-septième tour.

### Tours en tête
- Mark Webber (Red Bull-Renault) : 37 tours (1-15 / 18-39)
- Jenson Button (McLaren-Mercedes) : 3 tours (16-17 / 48)
- Lewis Hamilton (McLaren-Mercedes) : 18 tours (40-47 / 49-58)

## Classements généraux à l'issue de la course
| Pos. | Pilote             | Écurie               | Points |
| ---- | ------------------ | -------------------- | ------ |
| 1    | Mark Webber        | Red Bull-Renault     | 93     |
| 2    | Jenson Button      | McLaren-Mercedes     | 88     |
| 3    | Lewis Hamilton     | McLaren-Mercedes     | 84     |
| 4    | Fernando Alonso    | Ferrari              | 79     |
| 5    | Sebastian Vettel   | Red Bull-Renault     | 78     |
| 6    | Robert Kubica      | Renault              | 67     |
| 7    | Felipe Massa       | Ferrari              | 67     |
| 8    | Nico Rosberg       | Mercedes             | 66     |
| 9    | Michael Schumacher | Mercedes             | 34     |
| 10   | Adrian Sutil       | Force India-Mercedes | 22     |
| 11   | Vitantonio Liuzzi  | Force India-Mercedes | 10     |
| 12   | Rubens Barrichello | Williams-Cosworth    | 7      |
| 13   | Vitaly Petrov      | Renault              | 6      |
| 14   | Jaime Alguersuari  | Toro Rosso-Ferrari   | 3      |
| 15   | Sébastien Buemi    | Toro Rosso-Ferrari   | 1      |
| 16   | Kamui Kobayashi    | BMW Sauber-Ferrari   | 1      |
| 17   | Nico Hülkenberg    | Williams-Cosworth    | 1      |

| Pos. | Écurie               | Points |
| ---- | -------------------- | ------ |
| 1    | McLaren-Mercedes     | 172    |
| 2    | Red Bull-Renault     | 171    |
| 3    | Ferrari              | 146    |
| 4    | Mercedes             | 100    |
| 5    | Renault              | 73     |
| 6    | Force India-Mercedes | 32     |
| 7    | Williams-Cosworth    | 8      |
| 8    | Toro Rosso-Ferrari   | 4      |
| 9    | BMW Sauber-Ferrari   | 1      |

## Statistiques
- 5e pole position de sa carrière pour Mark Webber.
- 12e victoire de sa carrière pour Lewis Hamilton.
- 167e victoire pour McLaren en tant que constructeur.
- 80e victoire pour Mercedes en tant que motoriste.
- 46e doublé pour l'écurie McLaren.
- 7e pole position consécutive pour Red Bull Racing.
- 1er meilleur tour en course de sa carrière pour Vitaly Petrov.
- 800e Grand Prix pour l'écurie Ferrari.
- Michael Schumacher, en se classant quatrième de l'épreuve, passe la barre des 1400 points inscrits en championnat du monde (1403 points).
- Jenson Button, en se classant deuxième de l'épreuve, passe la barre des 400 points inscrits en championnat du monde (415 points).
- Robert Kubica, en se classant sixième de l'épreuve, passe la barre des 200 points inscrits en championnat du monde (204 points).
- Lewis Hamilton, en menant la course pendant 18 tours, passe la barre des 800 tours en tête (816 tours).
- Johnny Herbert (161 départs en Grands Prix de Formule 1 dont 3 victoires, vainqueur des 24 Heures du Mans 1991 et champion de Speedcar Series en 2008) a été nommé conseiller par la FIA pour aider dans leurs jugements le groupe des commissaires de course (Radovan Novak, membre du conseil mondial de la FIA, Gerd Ennser, membre de l'ADAC et Haluk Ünsal, membre de la Fédération Turque de Sport Automobile) lors de ce Grand Prix. Il a déjà tenu ce rôle lors du Grand Prix automobile de Malaisie 2010.